# Yanina Kuskova
Yanina Kuskova (11 dicembre 2001) è una ciclista su strada e pistard uzbeka che corre per il team Laboral Kutxa-Fundación Euskadi. Su strada si è laureata campionessa d'Asia Under-23 a cronometro nel 2022 e nel 2023.

## Palmarès

### Strada
- 2019 (Juniores)

Campionati uzbeki, Prova a cronometro juniores
- 2020

Campionati uzbeki, Prova a cronometro
Campionati uzbeki, Prova in linea
- 2021

Campionati uzbeki, Prova a cronometro
Campionati uzbeki, Prova in linea
- 2022 (Tashkent City Women Professional Cycling Team, due vittorie)

Grand Prix Mediterrennean
Campionati asiatici, Prova a cronometro Under-23
- 2023 (Tashkent City Women Professional Cycling Team, cinque vittorie)

Poreč Trophy Ladies
Tour of Bostonliq II Ladies
Campionati asiatici, Prova a cronometro Under-23
Campionati uzbeki, Prova in linea
Campionati uzbeki, Prova a cronometro Under-23
- 2024 (Tashkent City Women Professional Cycling Team, tre vittorie)

1ª tappa Tour of Bostonliq Ladies (Gazalkent > Gazalkent, cronometro)
Classifica generale Tour of Bostonliq Ladies
Campionati uzbeki, Prova in linea
- 2025 (Laboral Kutxa - Fundación Euskadi, una vittoria)

Campionati asiatici, Prova a cronometro Elite

#### Altri successi
- 2022 (Tashkent City Women Professional Cycling Team)

Campionati asiatici, Cronometro a squadre
- 2023 (Tashkent City Women Professional Cycling Team)

Expo Kriteryum
Tour of Bostonliq I Ladies
Classifica giovani Trofeo Ponente in Rosa
- 2024 (Tashkent City Women Professional Cycling Team)

International Kleopatra Beach Criterium

### Pista
- 2022

Track Asia Cup, Inseguimento a squadre (Bangkok, con Shakhnoza Abdullaeva, Nafosat Kozieva e Margarita Misyurina)
Track Asia Cup, Inseguimento individuale (Bangkok)
- 2023

Silk Road Namangan #2, Inseguimento a squadre (Taškent, con Nafosat Kozieva, Margarita Misyurina e Olga Zabelinskaya)

## Piazzamenti

### Grandi Giri
- Giro d'Italia

2024: 85ª
- Tour de France

2024: 47ª

### Competizioni mondiali
- Campionati del mondo su strada

Fiandre 2021 - Cronometro Elite: 39ª
Fiandre 2021 - In linea Elite: 114ª
Wollongong 2022 - In linea Elite: ritirata
Glasgow 2023 - Staffetta mista: 13ª
Glasgow 2023 - In linea Under-23: 17ª
Glasgow 2023 - In linea Elite: 77ª
Zurigo 2024 - In linea Elite: 66ª
- Campionati del mondo su pista

St. Quentin-en-Yv. 2022 - Inseguimento a squadre: 15ª
St. Quentin-en-Yv. 2022 - Inseguimento individuale: 21ª
St. Quentin-en-Yv. 2022 - Corsa a punti: 21ª
- Giochi olimpici

Parigi 2024 - In linea: 51ª

### Competizioni continentali
- Campionati asiatici su strada

Taškent 2019 - Cronometro Juniores: 2ª
Taškent 2019 - In linea Juniores: 24ª
Dušanbe 2022 - Cronosquadre: vincitrice
Dušanbe 2022 - Cronometro Under-23: vincitrice
Dušanbe 2022 - In linea Under-23: 6ª
Rayong 2023 - Staffetta mista: 2ª
Rayong 2023 - Cronometro Under-23: vincitrice
Rayong 2023 - In linea Elite: 10ª
Almaty 2024 - Staffetta mista: 2ª
Almaty 2024 - Cronometro Elite: 2ª
Almaty 2024 - In linea Elite: 14ª
Bueng Si Fai 2025 - Staffetta mista: 5ª
Bueng Si Fai 2025 -   Cronometro Elite: vincitrice
Bueng Si Fai 2025 - In linea Elite: 34ª
- Campionati asiatici su pista

Nuova Delhi 2022 - Inseguimento a squadre: 4ª
Nuova Delhi 2022 - Inseguimento individuale: 3ª
Nuova Delhi 2022 - Corsa a punti: 3ª
Nuova Delhi 2022 - Americana: 3ª
Nilai 2023 - Inseguimento a squadre: 4ª
Nilai 2023 - Inseguimento individuale: 4ª
- Giochi asiatici

Hangzhou 2023 - Inseguimento a squadre: 5ª
Hangzhou 2023 - In linea: 15ª